# Várzea da Serra
Várzea da Serra es una freguesia portuguesa del concelho de Tarouca, con 21,19 km² de superficie y 380 habitantes (2001). Su densidad de población es de 17,9 hab/km².